# Grusonia moelleri
Grusonia moelleri ist eine Pflanzenart in der Gattung Grusonia aus der Familie der Kakteengewächse (Cactaceae). Das Artepitheton moelleri ehrt den Schweizer Arzt Heinrich Möller.

## Beschreibung
Grusonia moelleri wächst reich verzweigt. Die etwas kugelförmigen, grünen  Triebabschnitte sind 4 bis 7 Zentimeter lang und weisen Durchmesser von 3 bis 4 Zentimeter auf. Auf ihnen befinden sich große verlängerte Höcker. Die meist sechs weißlichen, leicht flaumhaarigen Hauptdornen sind bis zu 1,6 Zentimeter lang. Die oberen von ihnen sind ausstrahlend und abstehend, die unteren abwärtsgerichtet und abgeflacht. Die zahlreichen weißen Nebendornen sind fein, die oberen von ihnen sind wie Glochiden in einem Büschel angeordnet.
Die durchscheinend grünlich gelben Blüten erreichen Längen von 5 bis 6 Zentimeter und Durchmesser von bis zu 5 Zentimeter. Ihr Perikarpell ist stark gehöckert und bedornt.

## Verbreitung, Systematik und Gefährdung
Grusonia moelleri ist in den mexikanischen Bundesstaaten Coahuila, Durango und Zacatecas in Höhenlagen von 800 bis 1400 Metern verbreitet.
Die Erstbeschreibung als Opuntia moelleri erfolgte 1929 von Alwin Berger. Edward Frederick Anderson stellte die Art 1999 in die Gattung Grusonia. Weitere nomenklatorische Synonyme sind Cylindopuntia moelleri (A.Berger) F.M.Knuth (1930) und Corynopuntia moelleri (A.Berger) F.M.Knuth (1936).
In der Roten Liste gefährdeter Arten der IUCN wird die Art als „Least Concern (LC)“, d. h. als nicht gefährdet geführt. Die Entwicklung der Populationen wird als stabil angesehen.

## Nachweise